# Stevenia incarnata
Stevenia incarnata är en korsblommig växtart som först beskrevs av Pall. och Dc., och fick sitt nu gällande namn av Rudolf V. Kamelin. Stevenia incarnata ingår i släktet Stevenia och familjen korsblommiga växter. Inga underarter finns listade i Catalogue of Life.